# Матак, Манчо
Манчо Матак (макед. Манчу Матак, арум. Manchu Matak; 1920, Крушево — 25 мая 1944, Витолиште) — македонский портной и партизан арумынского происхождения, Народный герой Югославии.

## Биография
Родился в 1920 году в Крушево. Окончил начальную школу, устроился работать портным. Играл в футбол, выступал за команду города. Состоял в одной из тайных левых молодёжных организаций. В 1938 году был принят в Коммунистическую партию Югославии, в 1941 году участвовал в Апрельской войне и попал в немецкий плен, откуда сбежал в конце мая — начале июня.
По возвращении в Крушево Манчо начал работу в отделении КПЮ по привлечению молодёжи в партизанское движение. Вошёл в Крушевский городской комитет КПЮ, занимаясь технической стороной дела. В январе 1942 года был арестован во время забастовки рабочих табачной фабрики и отправлен в тюрьму, где с февраля по март подвергался пыткам и побоям. Позднее Матака перевели в тюрьму в Битолу, где его продолжили избивать охранники — убеждённые антикоммунисты и фашисты. В тюрьме в Скопье Манчо также отказался что-либо рассказывать полиции, и в июне 1942 года его отпустили из тюрьмы. Немедленно он занял должность заместителя политрука и секретаря партийной ячейки в отряде имени Питу Гули.
В апреле 1943 года Манчо перешёл в отряд «Кораб». В одной из стычек с албанскими фашистами в плен попало двенадцать партизан, в числе которых был и Манчо. Сначала он содержался в тюрьме в Тетово, а затем и в Тиране. После капитуляции Италии в сентябре 1943 года Матак сбежал из тюрьмы, возглавив Прилепскую роту батальона имени Мирче Ацева в 1-й македонско-косовской пролетарской ударной бригады. Со своим батальоном Манчо участвовал в освобождении Кичево, обороне Дебарцы и боях в Караджово, Тушине и Фуштанах.
19 декабря 1943 была создана 2-я македонская бригада, и Манчо вместе со своим батальоном вошёл в её состав. В 1944 году он участвовал в боях на Мрежичке и форсировании Чёрной реки. 25 мая 1944 в боях с немцами батальон Манчо уничтожил четыре немецких ДЗОТа и освободил рудник. Однако в бою Манчо был смертельно ранен.
20 декабря 1951 ему посмертно было присвоено звание Народного героя.